# Bezirk Diksmuide
Der Bezirk Diksmuide ist einer von acht Verwaltungsbezirken (Arrondissements) in der belgischen Provinz Westflandern. Er umfasst eine Fläche von 362,42 km² mit 52.550 Einwohnern (Stand: 1. Januar 2024) in fünf Gemeinden.

## Gemeinden im Bezirk Diksmuide
| Gemeinde         | Einwohner 1. Januar 2024 | Fläche km² | Dichte Einw./km² | NIS- Code | Postleitzahl |
| ---------------- | ------------------------ | ---------- | ---------------- | --------- | ------------ |
| Diksmuide        | 17.228                   | 149,40     | 115              | 32003     | 8600         |
| Houthulst        | 10.464                   | 55,89      | 187              | 32006     | 8650         |
| Koekelare        | 8.827                    | 39,19      | 225              | 32010     | 8680         |
| Kortemark        | 12.815                   | 55,00      | 233              | 32011     | 8610         |
| Lo-Reninge       | 3.216                    | 62,94      | 51               | 32030     | 8647         |
| Bezirk Diksmuide | 52.550                   | 362,42     | 145              | 32000     | –            |